# レイ・アサートン

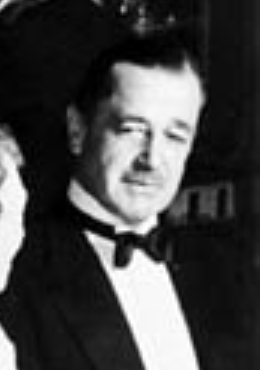
レイ・アサートン

レイ・アサートン（Ray Atherton, 1883年3月28日 - 1960年3月14日）は、アメリカ合衆国の外交官。第二次世界大戦終戦前後に、駐カナダ大使を務めた。

## 生涯
1883年3月28日、レイ・アサートンはマサチューセッツ州のブルックラインで誕生した。
アサートンは国務省に勤務し、駐ギリシャ臨時代理公使（1923年-1924年）、ロンドン大使館参事官（1927年-1937年）、駐ブルガリア特命全権公使（1937年-1939年）、駐デンマーク特命全権公使（1939年-1940年）、国務省ヨーロッパ担当部長（1940年-1943年）、駐カナダ特命全権大使（1943年-1948年）、駐ルクセンブルク特命全権公使（1943年）を務めた。
1960年3月14日、アサートンはワシントンD.C.において脳出血により死去した。